# Carambeí
Carambeí es un municipio brasileño del estado de Paraná.

## Etimología
El nombre Carambeí proviene del guaraní “karumbe” (tortuga) e “y” (agua, río): el río de las tortugas.

### Inmigración neerlandesa
Los primeros inmigrantes neerlandeses llegaron a Carambeí en 1911. Ahí los inmigrantes neerlandeses encontraron otros grupos de inmigrantes que estaban construyendo una línea férrea para la Brazil Railway Company. Esa compañía quería desarrollar la nueva área adquirida y entregaba al colono un lote de tierra, una casa y tres vacas lecheras.

## Geografía

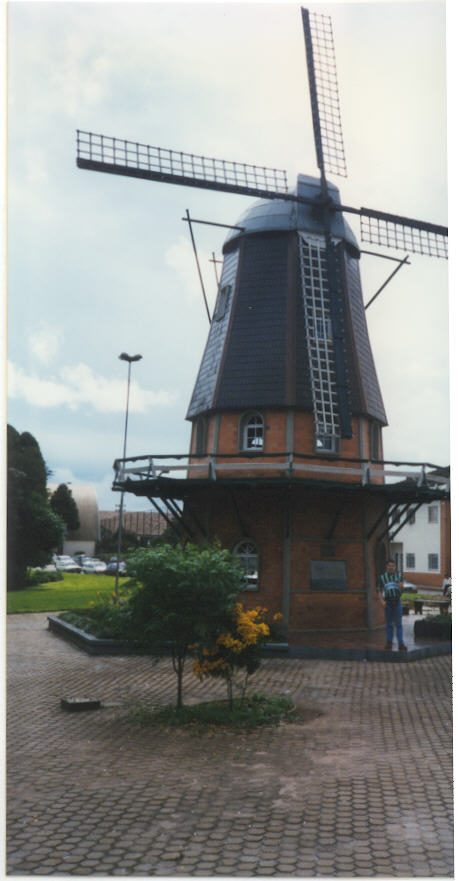
Molino de Carambeí

Posee un área es de 650 km² representando 0,326 % del estado, 0,1153 % de la región y 0,0076 % de todo el territorio brasileño. Se localiza a una latitud 24°44'04" sur y a una longitud 50°05'49" oeste. Su población estimada en 2005 era de 17.128 habitantes; en 2021 contaba con 23 415 habitantes.

### Demografía
Datos del censo - 2007 - IBGE
Población total: 16.411
- Urbana: 12.531
- Rural: 3.880

Índice de Desarrollo Humano (IDH-M - PNUD): 0,785
- IDH-M Salario: 0,711
- IDH-M Longevidad: 0,746
- IDH-M Educación: 0,899